# Élections générales britanno-colombiennes de 1996
L'élection générale britanno-colombienne de 1996 fut déclenchée le 30 avril et tenue le 28 mai 1996 afin d'élire les députés de la 36e législature de l'Assemblée législative de la Colombie-Britannique. Il s'agit de la 36e élection générale en Colombie-Britannique depuis que cette ancienne colonie britannique est devenue une province du Canada en 1871.

## Contexte
Le premier ministre et chef du Nouveau Parti démocratique, Michael Harcourt, avait démissionné à la suite d'un scandale concernant la collecte de fonds par un membre de son caucus. Glen Clark est élu par le parti pour le remplacer. Clark mène le parti à remporter l'élection et former un second gouvernement majoritaire, défaisant le Parti libéral de Gordon Campbell.
Campbell était devenu chef du Parti libéral après que Gordon Wilson ait été évincé de cette position à cause de sa relation adultère avec une autre députée libérale, Judi Tyabji. Après la défaite de Wilson par Campbell lors du congrès d'investiture libéral, lui et Tyabji quittent le Parti libéral pour fonder l'Alliance progressiste démocratique. Wilson est réélu, mais pas Tyabji ; elle et tous les autres candidats présentés par le parti sont défaits.
Le Parti réformiste de la Colombie-Britannique, un groupe qui avait rompu avec le Parti Crédit social, font élire deux députés.
Bien que le Parti libéral ait remporté une plus grande part du vote populaire, le NPD remporte une majorité des sièges à l'Assemblée législative. Ce résultat aide à convaincre le Parti libéral de prôner la réforme électorale.

## Résultats
Les résultats sont extrêmement serrés tout au long de la soirée électorale. À 21 h 10 les résultats donnent encore le NPD et les Libéraux à égalité en nombre de sièges (35-35). Le NPD monte ensuite à 37 sièges, juste en dessous du nombre de 38 sièges pour obtenir une majorité en chambre. Dans ce scénario le siège gagné par Gordon Wilson aurait fait la différence entre minorité et majorité, puisqu'il aurait été improbable que le NPD travaille avec le Parti réformiste, opposé idéologiquement. En fin de soirée le NPD monte à 39 sièges ce qui lui permet d'obtenir un gouvernement majoritaire, malgré le fait que le Parti libéral ait obtenu plus de voix.
| Parti Chef | Parti Chef                                            | Candidats | Sièges | Sièges | Sièges | Sièges | Voix      | Voix  | Voix   |
| Parti Chef | Parti Chef                                            | Candidats | 1991   | diss.  | Élus   | +/-    | Nb        | %     | +/-    |
| ---------- | ----------------------------------------------------- | --------- | ------ | ------ | ------ | ------ | --------- | ----- | ------ |
|            | Nouveau Parti démocratique Glen Clark                 | 75        | 51     | 50     | 39     | –12    | 624 395   | 39,45 | -1,26  |
|            | Libéral Gordon Campbell                               | 75        | 17     | 15     | 33     | +16    | 661 929   | 41,82 | +8,58  |
|            | Réformiste (en) Jack Weisgerber (en)                  | 75        | -      | 4      | 2      | +2     | 146 734   | 9,27  | +9,09  |
|            | Alliance progressiste-démocratique (en) Gordon Wilson | 66        | -      | 2      | 1      | +1     | 90 797    | 5,74  | +5,74  |
|            | Parti vert Stuart Parker (en)                         | 71        | -      | -      | -      | -      | 31 511    | 1,99  | +1,13  |
|            | Indépendant/Aucune appartenance                       | 23        | -      | 3      | -      | -      | 10 067    | 0,64  | -0,07  |
|            | Crédit social Larry Gillanders                        | 38        | 7      | 1      | -      | –7     | 6 276     | 0,40  | -23,65 |
|            | Coalition des familles (en)                           | 14        | -      | -      | -      | -      | 4 150     | 0,26  | +0,17  |
|            | Loi naturelle (en)                                    | 38        | -      | -      | -      | -      | 2 919     | 0,18  | +0,18  |
|            | Libertarien (en)                                      | 17        | -      | -      | -      | -      | 2 041     | 0,13  | +0,07  |
|            | Progressiste-conservateur                             | 8         | -      | -      | -      | -      | 1 002     | 0,06  | +0,03  |
|            | Western Canada Concept Doug Christie                  | 5         | -      | -      | -      | -      | 218       | 0,02  | +0,02  |
|            | Common Sense, Community, Family                       | 5         | -      | -      | -      | -      | 291       | 0,02  | +0,02  |
|            | Communiste                                            | 3         | -      | -      | -      | -      | 218       | 0,01  | +0,01  |
| Total      | Total                                                 | 513       | 75     | 75     | 75     |        | 1 582 704 | 100 % |        |

## Source
- (en) Cet article est partiellement ou en totalité issu de l’article de Wikipédia en anglais intitulé « British Columbia general election, 1996 » (voir la liste des auteurs).